# Flory Yangao
Flory Yangao, né le 13 janvier 2002 en République centrafricaine, est un footballeur international centrafricain. Il joue au poste d'arrière droit à l'Olympic Real de Bangui.

## Biographie
Flory Yangao participe à la CAN des moins de 20 ans 2021 disputée en Mauritanie, pour la première participation des Centrafricains à cette compétition. Lors du premier match de poules, il inscrit le but de l'ouverture du score face à la Namibie, qui égalisera en fin de match. Il distille par la suite deux passes décisives face au Burkina Faso et la Tunisie. Le parcours de la République centrafricaine s'arrête en quarts de finale face à la Gambie. Yangao est élu dans l'équipe type de la compétition.
Yangao honore sa première sélection en équipe de République centrafricaine le 26 mars 2021 lors des qualifications à la CAN 2021 face au Burundi (match nul 2-2).

## Palmarès

### Distinction personnelle
- Membre de l'équipe type de la Coupe d'Afrique des nations des moins de 20 ans en 2021